# Retro Classics
Retro Classics é uma coletânea de jogos eletrônicos clássicos lançada pela Microsoft em 21 de maio de 2025. Disponível para assinantes do Xbox Game Pass, a coleção reúne mais de 50 títulos da Activision lançados originalmente nas décadas de 1980 e 1990. O projeto é resultado de uma colaboração entre a Microsoft e a plataforma de streaming de jogos Antstream Arcade.

## Visão geral
O Retro Classics foi desenvolvido com o objetivo de preservar e celebrar a história dos jogos eletrônicos, tornando títulos clássicos acessíveis em dispositivos modernos. A coletânea está disponível para os assinantes do Xbox Game Pass nas plataformas Microsoft Windows, Xbox One, Xbox Series X/S, e Xbox Cloud Gaming.

## Jogos incluídos
A coleção inclui títulos notáveis da Activision, como:
- Activision Prototype #1
- The Adventures of Willy Beamish
- Atlantis
- Atlantis II
- Barnstorming
- Baseball
- Beamrider
- Bloody Human Freeway
- Boxing
- Bridge
- Caesar II
- Checkers
- Chopper Command
- Commando
- Conquests of the Longbow: The Legend of Robin Hood
- Cosmic Ark
- Crackpots
- The Dagger of Amon Ra
- Decathlon
- Demon Attack
- Dolphin
- Dragster
- Enduro
- Fathom
- Fire Fighter
- Fishing Derby
- Freddy Pharkas: Frontier Pharmacist
- Freeway
- Frostbite
- Grand Prix
- H.E.R.O.
- Kaboom!
- Laser Blast
- MechWarrior
- MechWarrior 2: 31st Century Combat
- Megamania
- Pitfall!
- Pitfall II: Lost Caverns
- Police Quest
- Pressure Cooker
- Quest for Glory I
- Riddle of the Sphinx
- River Raid
- River Raid II
- Robot Tank
- Sky Jinks
- Space Quest II
- Space Quest 6: Roger Wilco in the Spinal Frontier
- Space Treat Deluxe
- Spider Fighter
- Star Voyager
- Tennis
- Thwocker
- Title Match Pro Wrestling
- Torin’s Passage
- Trick Shot
- Vault Assault
- Venetian Blinds
- Zork I
- Zork Zero

A Microsoft confirmou que novos jogos serão adicionados à coletânea ao longo do tempo.

## Funcionalidades adicionais
Além dos jogos, o Retro Classics oferece:
- Desafios da comunidade para incentivar a competição entre os jogadores;
- Tabelas de classificação e modos de desafio inéditos;
- Suporte completo para console, PC e Xbox Cloud Gaming;
- Sistema de conquistas e pontuações máximas;
- Funcionalidades modernas, como salvar e recarregar progresso, mesmo em títulos originalmente lançados sem esses recursos.